# Língua toquelauana
A língua toquelauana é uma língua polinésia relacionada ao tuvaluano.
É falado no território de Toquelau que é da Nova Zelândia e fica ao norte de Samoa e ao leste de Tuvalu e é composto por três atóis (que são ilhas de corais e rodeiam um lago) Atafu, Fakaofo e Nucunonu.
É falado por 1.600 pessoas em Toquelau e 3000 em Nova Zelândia.
Existem também alguns falantes de toquelauano nas ilha Swains perto da Samoa Americana.

## Falantes
A língua é falada por cerca de 1500 pessoas no Atol de Toquelau e por poucos habitantes da [ilha Swains]], pertencente à Samoa Americana. É parte da família das línguas samoanas das línguas polinésias. É a língua oficial de Toquelau, junto com o inglês. Além dos habitantes de Toquelau, cerca de 3 mil toquelauanos expatriados falam o idioma na Nova Zelândia. É também ensinada privadamente em umas poucas escolas em  Brentwood, Essex, Reino Unido. [carece de fontes?] Seu código ISO 639-3 é tkl.

## Afiliações com outros idiomas
O toquelauano é mutualmente inteligível com o tuvaluano, a língua principal do país vizinho de Tuvalu e usa a literatura do samoano. Tem similaridades com a língua Niuafo'ou de Tonga.
Toquelauano é escrito com o alfabeto latino, usando apenas 15 letras: a, e, i, o, u, f, g, k, l, m, n, p, h, t, e v. Consiste de cinco vogais: a (pronunciado: /a/), e (pronunciado: /e/), i (pronunciado: /i/), o (pronunciado: /o/) e u (pronunciado: /u/); e 10 consoantes: f, ŋ, k, l, m, n, p, h, t, v.
Loimata Iupati, diretor local de Educação em Toquelau está traduzindo a Bíblia  para o idioma.

## Frases
| Toquelauano                 | Português                       |
| --------------------------- | ------------------------------- |
| Fanatu au là?               |                                 |
| Ko toku nena e i Nukunonu.  | Minha avó vive em Nukunonu.     |
| Malo ni, ea mai koe?        | Olé, como vai você?             |
| Te Na Mea Toutou Ki Tokelau | Não há nenhum avião em Toquelau |